# Société provençale de constructions navales
La Société provençale de constructions navales était une entreprise de construction navale en France, active de 1916 à 1940.

## Histoire
La société est créée en 1916 par Schneider et Cie. Elle reprend le chantier naval de La Ciotat, alors détenu par les Messageries maritimes qui lui commandèrent de nombreux navires, dont des paquebots prestigieux. En 1925, une filiale est créée la Société provençale de constructions aéronautiques. En 1940, ces chantiers navals font faillite et sont rachetés par Jean-Marie Terrin.